# Tulo
Tulo o Tilo, en la mitología griega es uno de los autóctono (alguien que 'surgió de la tierra misma'). Es el padre de Halia, quien se casó con Cotis, que era hijo de Manes, uno de los primeros reyes de Lidia.
«El primer rey de esta tierra, hijo de Zeus y Gea, fue Manes; de éste y Calírroe, la hija de Océano, nació Cotis, que casándose con Halia, hija de Tilo, el nacido de la tierra, tuvo dos hijos, Asies y Atis; de Atis y Calitea, la hija de Coreo, nacieron Lido y Tirreno».
Los hijos de Halia y Cotis (y por tanto, nietos de Tulo) fueron Asie (epónimo de Asia) y Atis. Atis, después de la muerte de su padre, se convirtió en el nuevo rey de Lidia, y algunas fuentes también afirmaban que era descendiente de Heracles y Onfale.